# Walter von Boltenstern
Walter von Boltenstern foi um general alemão, com participação nas duas grandes guerras, sendo capturado pelos russos. Nasceu em Breslau em 26 de Novembro de 1889, faleceu em cativeiro, na Rússia, em 19 de Janeiro de 1952.

## Biografia
Como um oficial cadete em 1910, Walter von Boltenstern encerrou a sua participação na Primeira Guerra Mundial (1914-18) com a patente de Hauptmann. Promovido para Oberst em 1 de Abril de 1937.
Boltenstern comandou o Regimento de Infantaria 71 no início da Segunda Guerra Mundial. Promovido para Generalmajor em 14 de Agosto de 1940 e Generalleutnant em 15 de Julho de 1942.
Ele comandou a 29ª Divisão de Infantaria (1 de Julho de 1940) e a Divisão de Reserva Panzer 179 de 20 de Janeiro de 1942 até 10 de Maio de 1944.
Após sair do serviço ativo em Janeiro de 1945, ele foi aprisionado pelo Exército Vermelho em 8 de Maio de 1945 e faleceu em cativeiro em 19 de Janeiro de 1952.

## Condecorações
Foi condecorado com a Cruz de Cavaleiro da Cruz de Ferro (13 de Agosto de 1941).